# تارا إيير
تارا إيير مواليد 8 يوليو 1988 في حيدر آباد، الهند، هي لاعبة كرة مضرب هندية بدأت مسيرتها كمحترفة سنة 2003 تلعب باليد اليمنى. أعلى تصنيف لها في الفردي كان 350. أعلى تصنيف لها في الزوجي كان 304.

## روابط خارجية
- تارا إيير على موقع رابطة محترفات التنس (الإنجليزية)
- تارا إيير على موقع الاتحاد الدولي لكرة المضرب (الإنجليزية)
- تارا إيير على موقع خلاصة التنس.كوم (الإنجليزية)
- تارا إيير على موقع إي إس بي إن.كوم (الإنجليزية)